# Sojoez 10
Sojoez 10  (Russisch: Союз-10, "Unie 10") was een Russische bemande ruimtevlucht aan het begin van de jaren 70. Doel van deze missie was een koppeling uitvoeren met het vier dagen eerder gelanceerde ruimtestation Saljoet 1, dat bijna een half jaar om de Aarde zou cirkelen. In die tijd ongebruikelijk lang voor een bemand ruimtevaartuig.

## Vluchtverloop

### Bemanning
De driekoppige bemanning bestond uit twee ervaren kosmonauten en een debutant. Voor testtechnicus Nikolaj Roekavisjnikov betekende deze missie zijn eerste ruimtemissie. Voor de vluchttechnicus Aleksej Jelisejev en de commandant Vladimir Sjatalov was het hun derde ruimtemissie.

### Lancering
Sojoez 10 koos het luchtruim op 23 april 1971 met behulp van een Sojoez draagraket vanaf Bajkonoer. Deze capsule woog 6525 kg. Ze kwam in een baan van 246 x 208 km met een inclinatie van 51,59°. De benodigde tijd voor een omwenteling bedroeg 89 minuten.

### Vlucht naar deSaljoet
Het vergde echter flink wat koerscorrecties om de banen van beide vaartuigen op elkaar af te stemmen. Saljoet 1 had vier correcties nodig, Sojoez 10 drie uitgebreide en een stel kleinere. Het observatieschip Akademik Sergej Koroljov gaf hiervoor de noodzakelijke instructies. Het duurde een dag voordat de twee schepen elkaar naderden. Nadat de automatische piloot de onderlinge afstand verkleinde tot 180 m, schakelde het over op een ander systeem dat echter weigerde.
De kosmonauten waren nu gedwongen om handmatig een poging te wagen. Vergeleken met hun relatief kleine scheepje was de Saljoet groter waarmee niemand, zowel op de grond als boven, enige koppelervaring mee had opgedaan. De bemanning zag het fel oplichtende station pas fatsoenlijk op 15 km afstand en dan alleen nog met behulp van kijkers. De praktijk wees uit dat twee bemande, goed manoeuvreerbare Sojoez-capsules aan elkaar koppelen heel wat simpeler uitpakte dan aanmeren bij een groot onbemand station, dat vergeleken met de Sojoez niet kon manoeuvreren. De kosmonauten ervoeren dit als een zenuwslopend karwei, des te meer omdat ze als proefkonijn voor nieuwe apparatuur voor telemetrie, nadering en koppelen fungeerden.

### Koppelsysteem en opbouwSaljoet

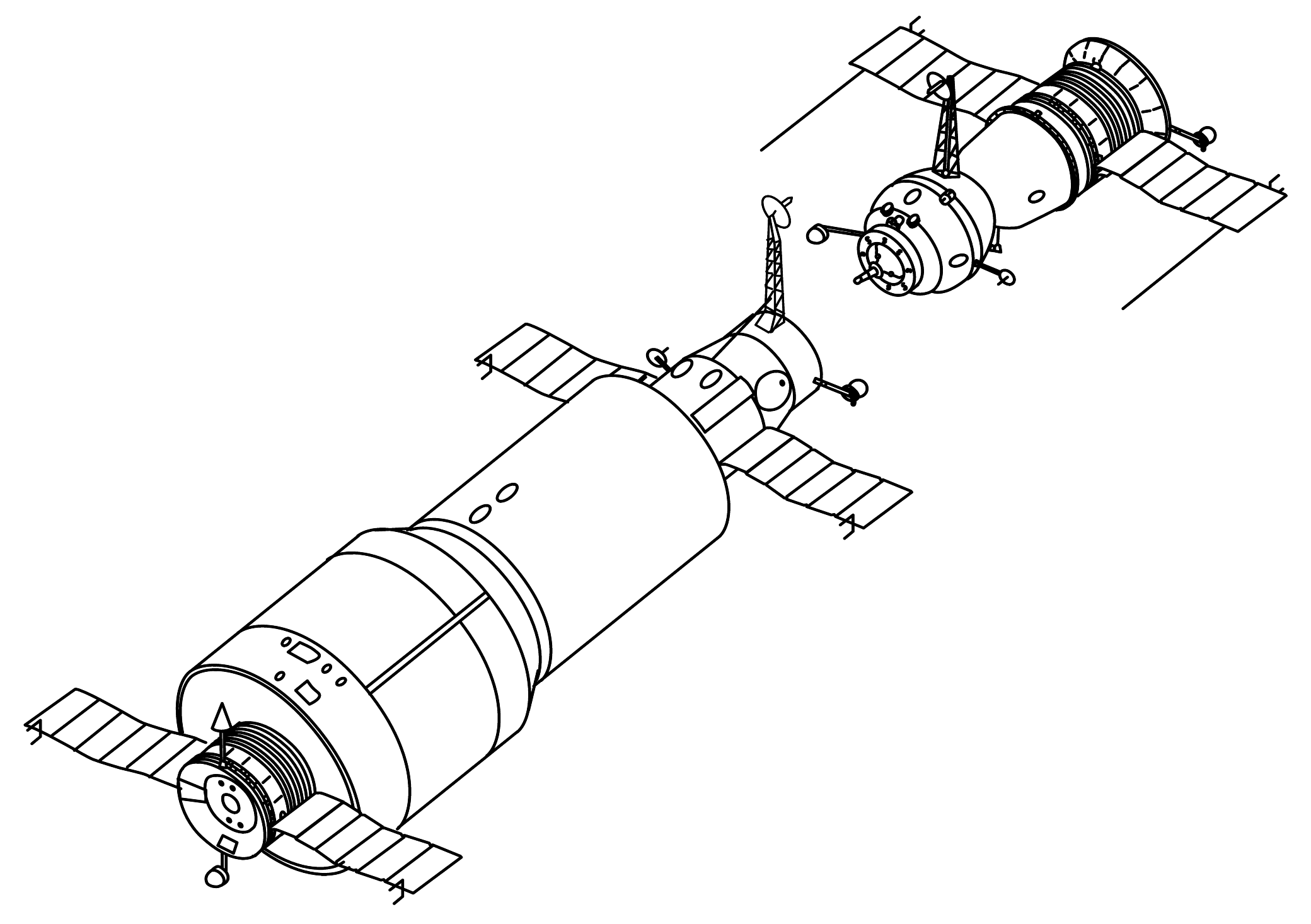
Ruimtestation Saljoet 1 met Sojoez

Dit koppelsysteem was een compleet nieuw ontwerp. Beide vaartuigen koppelden automatisch zowel hydraulisch als elektrisch. Daarnaast zorgde het voor een effectievere hermetische afsluiting en stevigere bevestiging van de schepen. Vervolgens werd de druk gelijkgemaakt en de luiken van beide schepen geopend.
Het Saljoet koppelluik (aan de voorkant) leidde naar een korte cilinder van ± 2 m doorsnede, uitlopend in een volgend gedeelte met een diameter van 2,90 m, dat op zijn beurt weer uitkwam in een ander gedeelte met 4,15 m doorsnede. Hierachter zat het 2,20 m brede gedeelte dat de raketmotoren bevatte. De vorm van de brandstoftanks was niet-alledaags: een halve bol en kegelvormig.
In totaal had een gekoppelde Saljoet/Sojoez-combinatie een massa van meer dan 25 ton en een lengte van ± 20 meter. Tenminste, als het systeem werkte. De Sovjet-Unie pionierde op dit nog onontgonnen terrein en al spoedig bleek het niet van een leien dakje te gaan.

### Poging tot handmatige koppeling
Aangezien het automatische systeem er de brui aan gaf, poogden de kosmonauten tevergeefs handmatig aan te koppelen. Nu wreekte zich het feit dat eerdere ervaring hiermee ontbrak. Weliswaar slaagden ze in een "soft dock", waarbij de Sojoezs uitgeschoven koppeltaster in een opening van de Saljoets koppelkraag verdwijnt. Maar een "hard dock" waarbij de koppeltaster zich daarna intrekt en zo beide schepen naar elkaar toetrekt bleek onmogelijk. De kosmonauten kregen dus geen toegang tot het station, want er ontstond geen hermetische afsluiting tussen beide ruimtevaartuigen. Ze beschikten niet over instrumenten om de afstand en hoek tijdens een handmatige koppeling te meten; vooral de juiste hoek is dan van vitaal belang.
Bovendien scheen de koppelingskraag van hun eigen schip ook niet feilloos te functioneren. Gedurende 5½ uur hing hun Sojoez aan het station alvorens men de moed opgaf en de bemanning opdracht kreeg de schepen te scheiden. Tot ontsteltenis van iedereen bleef Sojoez 10 koppig aan het station hangen. Commandant Sjatalov probeerde verscheidene malen zijn vaartuig los te maken; als dit mislukte was de bemanning immers ten dode opgeschreven. Uiteindelijk gaf het vastgeklemde systeem mee en wist hij te ontkoppelen. Nu maakte Sojoez 10 een rondgang om het station en fotografeerde de Saljoet 1 van alle kanten. Deze opnames bewezen dat Saljoet 1 geen schade opliep tijdens lancering of koppeling. Tv-camera's aan boord van de Saljoet legden intussen de nadering, koppeling en het wegvliegen van de kosmonauten vast.

### Geen standaardlanding
Nadat Sojoez 10 het station had verlaten voerde de bemanning geen verdere wetenschappelijke experimenten meer uit. Ze keerden bij de eerste de beste gelegenheid naar de Aarde terug. Die terugkeer hield nog een onplezierige verrassing in petto. Er kwamen giftige gassen in de capsule vrij. De gepokte en gemazelde veteranen Sjatalov en Jelisejev bleven bij bewustzijn, maar bij Roekavisjnikov ging het licht uit. Gelukkig Roekavisjnikov er niets aan over en hij maakte daarna nog verscheidene ruimtevluchten, dit in tegenstelling tot zijn kameraden.
De Sojoez 10 kwam neer op 25 april 1971 en maakte de eerste landing voor op de landingsplaats de dageraad aanbrak. Tot die tijd was het een goede gewoonte vooral tijdens daglicht te landen. De landingsplaats bevond zich 120 km noordwestelijk van Karaganda in Kazachstan. De capsule trok 32 baantjes om de Aarde en de vlucht duurde 47 uur en 46 minuten.
1 ·
2 ·
3 ·
4 ·
5 ·
6 ·
7 ·
8 ·
9 ·
10 ·
11 ·
12 ·
13 ·
14 ·
15 ·
16 ·
17 ·
18A ·
18 ·
19 ·
20 ·
21 ·
22 ·
23 ·
24 ·
25 ·
26 ·
27 ·
28 ·
29 ·
30 ·
31 ·
32 ·
33 ·
34 · 
35 ·
36 ·
37 ·
38 ·
39 ·
40

T-1 ·  
T-2 ·
T-3 ·
T-4 ·
T-5 · 
T-6 ·
T-7 · 
T-8 ·
T-9 · 
T-10-1 ·
T-10 · 
T-11 ·
T-12 · 
T-13 ·
T-14 · 
T-15